# Möckelkullen
Möckelkullen är ett naturreservat på en höjd med detta namn i Västerviks kommun i Kalmar län.
Området är naturskyddat sedan 1972 och är 6 hektar stort. Reservatet består av betesmark vid och på höjden som bildades av istidens avsmältningfloder.